# Аквілла (Огайо)
Аквілла (англ. Aquilla) — селище (англ. village) в США, в окрузі Ґоґа штату Огайо. Населення — 305 осіб (2020).

## Географія
Аквілла розташована за координатами 41°32′47″ пн. ш. 81°10′23″ зх. д. / 41.54639° пн. ш. 81.17306° зх. д. (41.546523, -81.173064).  За даними Бюро перепису населення США в 2010 році селище мало площу 0,38 км², уся площа — суходіл.

## Демографія
Згідно з переписом 2010 року, у селищі мешкало 340 осіб у 128 домогосподарствах у складі 97 родин. Густота населення становила 890 осіб/км².  Було 150 помешкань (393/км²).
Расовий склад населення:
| - 97,9 % — білих - 0,3 % — азіатів |

До двох чи більше рас належало 1,8 %. Частка іспаномовних становила 0,0 % від усіх жителів.
За віковим діапазоном населення розподілялося таким чином: 28,5 % — особи молодші 18 років, 61,8 % — особи у віці 18—64 років, 9,7 % — особи у віці 65 років та старші. Медіана віку мешканця становила 39,3 року. На 100 осіб жіночої статі у селищі припадало 97,7 чоловіків;  на 100 жінок у віці від 18 років та старших — 97,6 чоловіків також старших 18 років.
Середній дохід на одне домашнє господарство  становив 51 943 долари США (медіана — 54 583), а середній дохід на одну сім'ю — 58 162 долари (медіана — 61 563). Медіана доходів становила 46 250 доларів для чоловіків та 36 667 доларів для жінок. За межею бідності перебувало 16,9 % осіб, у тому числі 30,9 % дітей у віці до 18 років та 0,0 % осіб у віці 65 років та старших.
Цивільне працевлаштоване населення становило 140 осіб. Основні галузі зайнятості: виробництво — 28,6 %, освіта, охорона здоров'я та соціальна допомога — 23,6 %, роздрібна торгівля — 13,6 %, будівництво — 8,6 %.